# Parque Ecuestre
Parque Ecuestre (en japonés: Bajikoen - ばじこうえん) es la sede de las competencias de equitación (doma clásica y salto ecuestre) en los Juegos Olímpicos de Tokio 2020. Se ubica en el distrito de Setagaya, Tokio.

## Historia
El Parque Ecuestre fue construido para los Juegos Olímpicos de Verano de 1940, mismos que fueron cancelados. La sede fue retomada para los Juegos Olímpicos de Tokio 1964. Para los juegos de 2020 fue incluido en la llamada Zona del Patrimonio y fue reconstruido por completo de 2016 a 2019, año en el que se realizó un evento de prueba.  El parque cuenta con una pista de 100 x 80 metros, teniendo superficies tanto de arena como de fibra ecuestre para todo tipo de clima. Tiene una capacidad para 9 300 personas.
Es administrado por la Asociación Japonesa de Carreras (JRA, por sus siglas en japonés), autoridad hípica en el país.